# Instytut Meteorologii i Gospodarki Wodnej

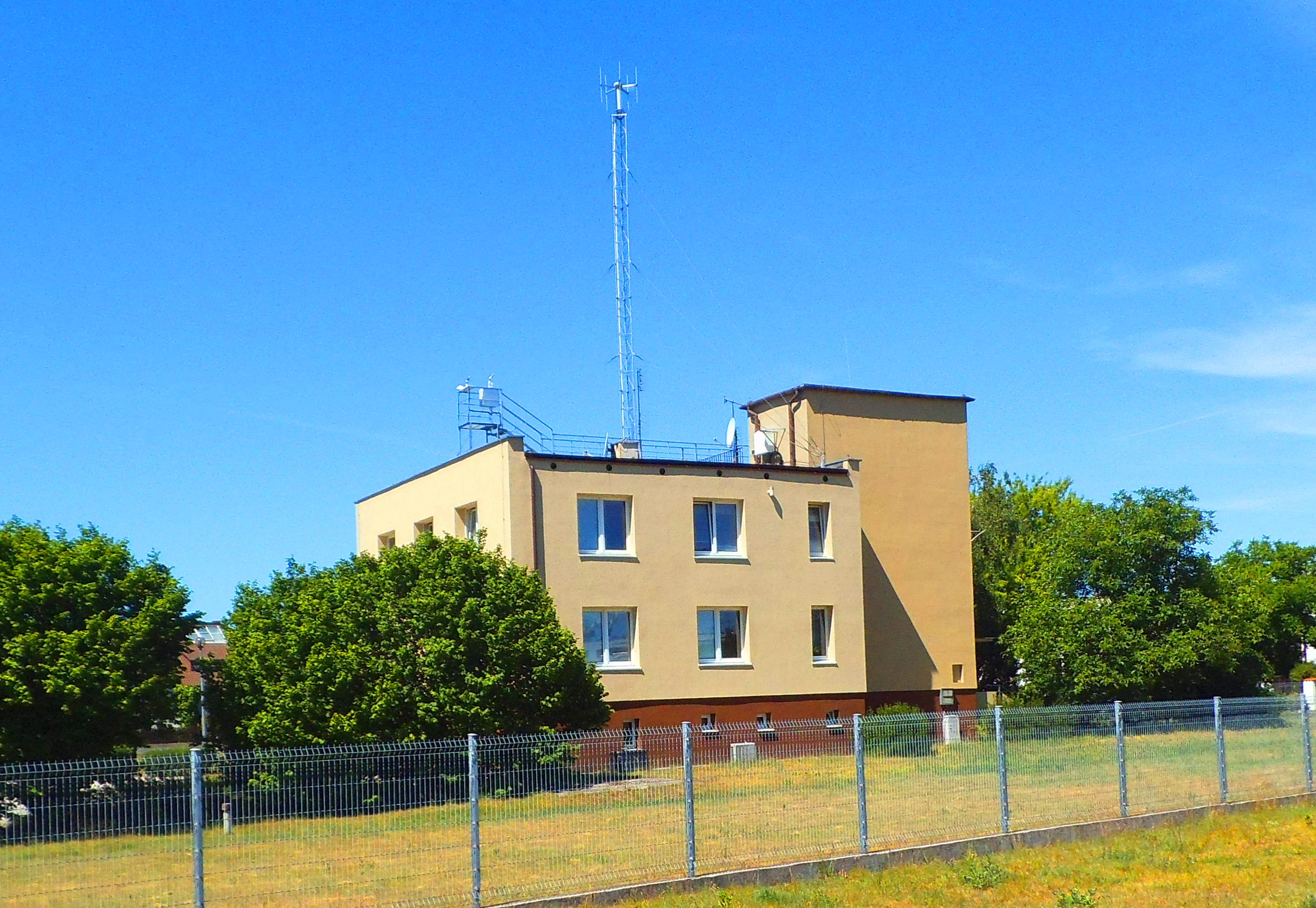
Regionalna Stacja Hydrologiczno-Meteorologiczna Instytutu Meteorologii i Gospodarki Wodnej w Toruniu

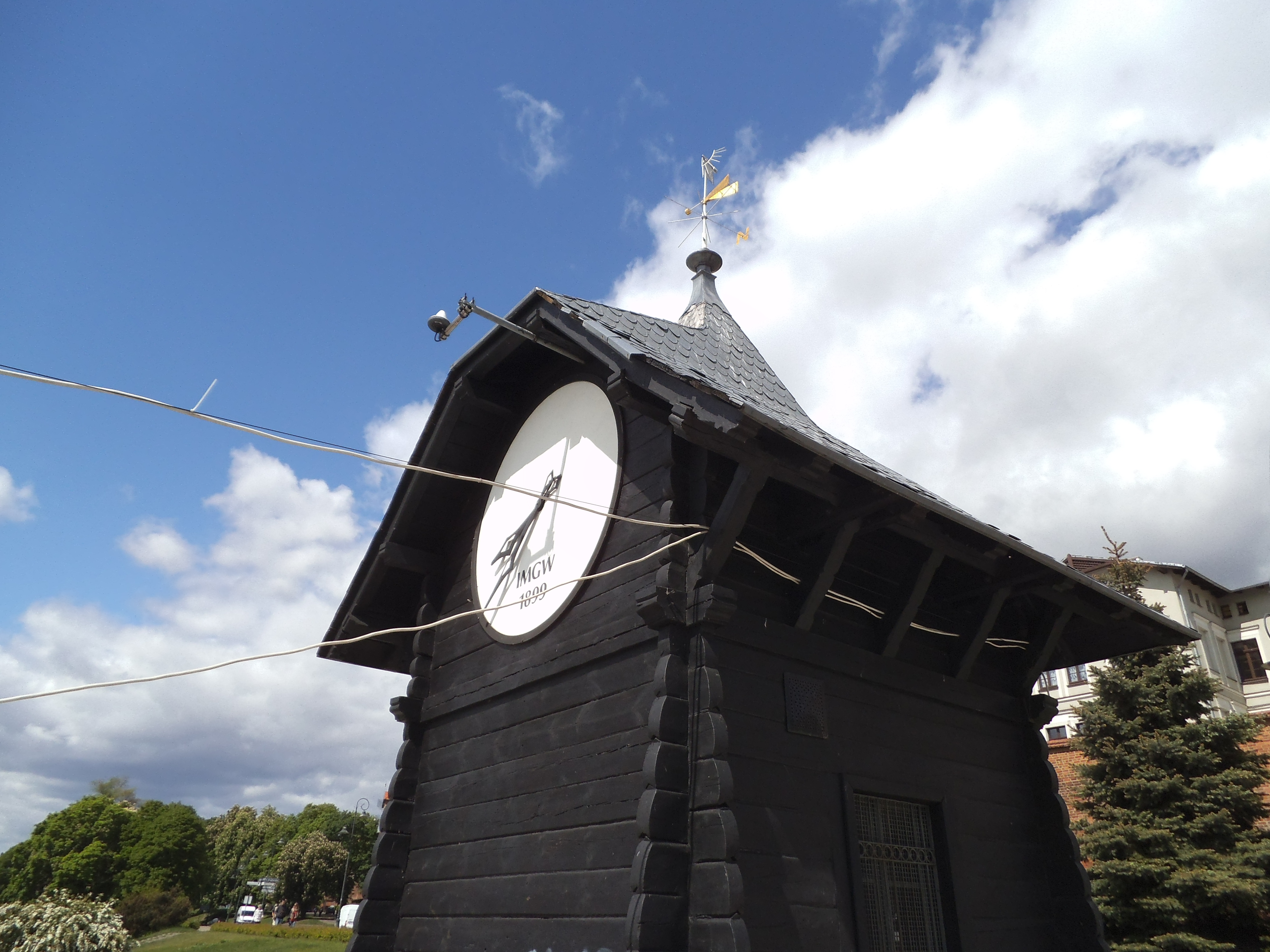
Limnigraf w Toruniu

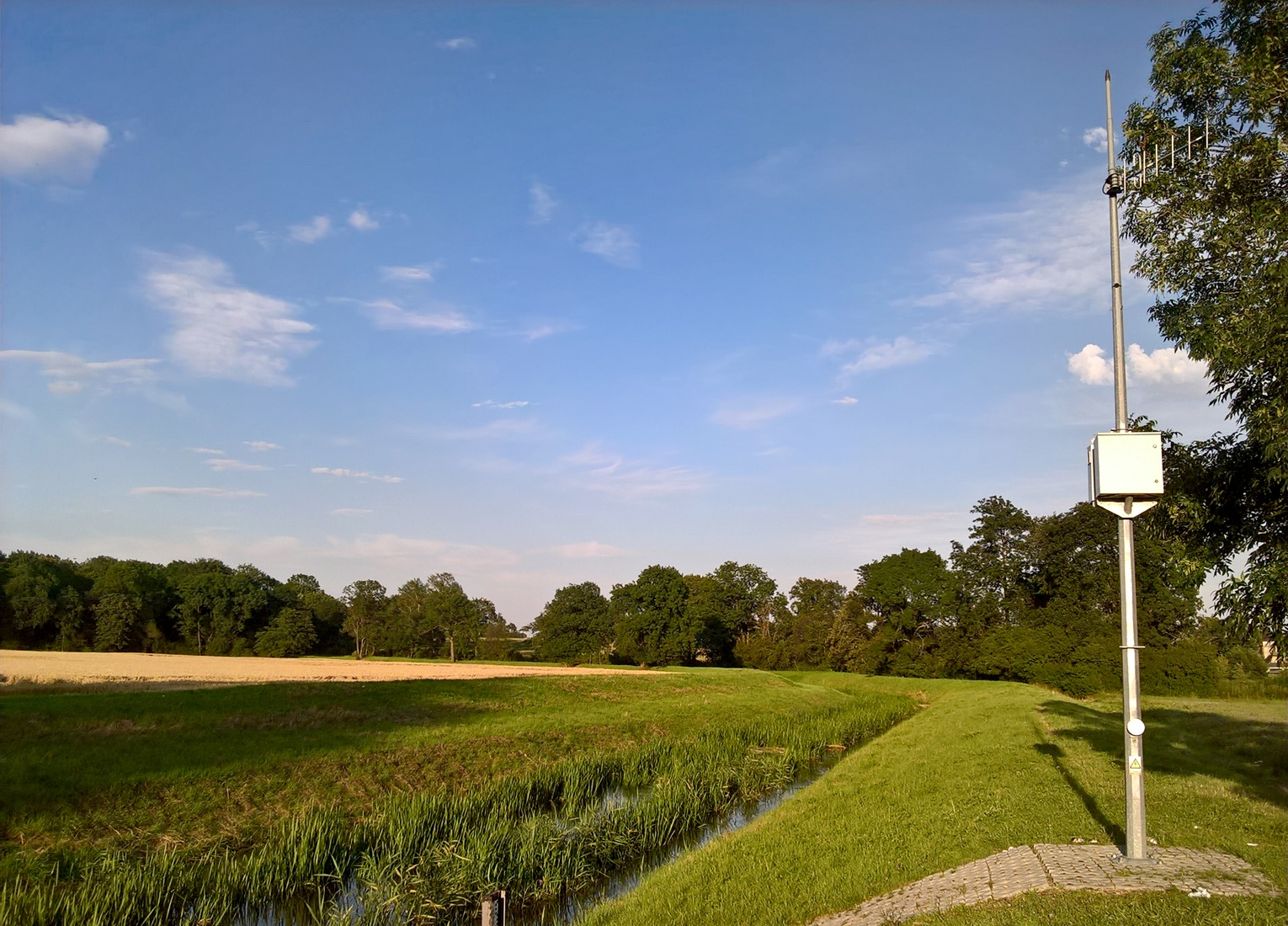
Automatyczny posterunek wodowskazowy IMGW-PIB w Borowie na Ślęzy

Instytut Meteorologii i Gospodarki Wodnej – Państwowy Instytut Badawczy (IMGW-PIB) – instytucja pełniąca służbę meteorologiczną i hydrologiczną na terytorium Polski.
Instytut podlega Ministerstwu Infrastruktury. Jest finansowany ze środków publicznych (budżet państwa, funduszy Unii Europejskiej, funduszy Europejskiej Organizacji Eksploatacji Satelitów Meteorologicznych) oraz środków generowanych przez własną działalność komercyjną (sprzedaż danych hydro-meteo, sprzedaż prognoz pogody, odpłatne analizy specjalistyczne, serwisy internetowe).

## Historia i sytuacja prawna Instytutu
Instytut Meteorologii i Gospodarki Wodnej – Państwowy Instytut Badawczy został utworzony uchwałą nr 338/72 Rady Ministrów z dnia 30 grudnia 1972 roku z połączenia Instytutu Hydrologiczno-Meteorologicznego z Instytutem Gospodarki Wodnej. Funkcjonuje na podstawie ustawy z dnia 30 kwietnia 2010 r. o instytutach badawczych (Dz.U. z 2024 r. poz. 534) oraz ustawy z dnia 20 lipca 2017 roku Prawo wodne (Dz.U. z 2023 r. poz. 1478). Nadzór nad IMGW-PIB sprawuje Ministerstwo Infrastruktury.

### Dyrektorzy IMiGW
- prof. dr inż. Jan Zieliński (1972–1975, 1980–1981, 1984–2006)
- dr inż. Mieczysław Ostojski (2006–2015)
- dr inż. Przemysław Łagodzki (2015–2018)
- Joanna Szczepańska (2018–2019)
- dr Przemysław Ligenza (2019–2022)
- dr Janusz Karp (2022–2024)
- prof. dr hab. Robert Czerniawski (od 2024)

### Kierownictwo[2]
- prof. dr hab. Robert Czerniawski – dyrektor
- dr hab. Bogdan Rosa – zastępca dyrektora ds. nauki
- Maciej Humiczewski – zastępca dyrektora
- Maria Kaczorowska – zastępca Dyrektora

### Kontrowersje
W 2016 aresztowano dyrektora Instytutu Meteorologii i Gospodarki Wodnej – Państwowego Instytutu Badawczego Mieczysława Ostojskiego. Postawiono mu 51 zarzutów m.in. korupcji, nadużywania uprawnień w celu przyjęcia korzyści majątkowej, oszustwa, przywłaszczenia mienia i fałszowania dokumentów. Nadużyć miał się dopuszczać w latach 2005–2015. Zarzuty korupcyjne postawiono także kilkunastu innym pracownikom Instytutu.

## Zadania Instytutu Meteorologii i Gospodarki Wodnej – Państwowego Instytutu Badawczego
Instytut Meteorologii i Gospodarki Wodnej – Państwowy Instytut Badawczy prowadzi systematyczne pomiary i obserwacje hydrologiczne i meteorologiczne. Zbiera, przechowuje, przetwarza i udostępnia krajowe i zagraniczne materiały pomiarowe i obserwacyjne. Opracowuje i rozpowszechnia prognozy i ostrzeżenia dla osłony ludności oraz gospodarki narodowej. Prognozuje jakość zasobów wodnych i zanieczyszczenia atmosfery. Opracowuje ocenę stanu technicznego i bezpieczeństwa budowli piętrzących. Zbieranie i przetwarzanie informacji dla władz publicznych i właścicieli wód przeprowadzane są według procedur standardowych określonych w rozporządzeniu. Instytut Meteorologii i Gospodarki Wodnej – Państwowy Instytut Badawczy może sprzedawać informacje zbierane według procedur standardowych i niestandardowych co stanowi jego dochód. IMGW uczestniczy w działalności Światowej Organizacji Meteorologicznej (w skrócie WMO) i innych agend Organizacji Narodów Zjednoczonych oraz prowadzi współpracę z innymi organizacjami i instytucjami krajowymi i zagranicznymi. Instytut Meteorologii i Gospodarki Wodnej prowadzi też działalność badawczą.
Przedsiębiorstwo Retencjapl sp. z o.o. z Gdańska i Instytut Meteorologii i Gospodarki Wodnej – Państwowy Instytut Badawczy tworzą zbiorczą bazę danych o opadach w wysokiej rozdzielczości czasowej dla wszystkich 930 miast Polski pt. „Polski Atlas Natężeń Deszczów (PANDa)”; ma ona zawierać informacje o natężeniach deszczów miarodajnych, do projektowania oraz modelowania systemów odprowadzania i retencjonowania wód opadowych; projekt przewidziany jest na lata 2016–2019.

## Serwisy Instytutu Meteorologii i Gospodarki Wodnej – Państwowego Instytutu Badawczego
Od 2007 roku działa portal internetowy pogodynka.pl. Jest to serwis pogodowy Instytutu Meteorologii i Gospodarki Wodnej – Państwowego Instytutu Badawczego. Oprócz bieżących prognoz pogodowych można także znaleźć informacje z kraju i ze świata.
W sierpniu 2008 roku, w 1 rocznicę tragicznego szkwału na Mazurach, Instytut Meteorologii i Gospodarki Wodnej – Państwowy Instytut Badawczy uruchomił przeznaczony dla żeglarzy portal pogodowy „Żagle Pogodynka”, którego ideą jest zwiększenie bezpieczeństwa na wodzie poprzez dostarczanie szeregu praktycznych informacji z zakresu meteorologii, ratownictwa i żeglarstwa. Kilka miesięcy później, w ramach serwisu „Żagle Pogodynka”, Instytut Meteorologii i Gospodarki Wodnej – Państwowy Instytut Badawczy uruchomił usługę SMS-owych prognoz pogody i meteorologicznych ostrzeżeń żeglarskich na 23 najpopularniejsze akweny w Polsce.

## Dostęp do danych meteorologicznych i hydrologicznych

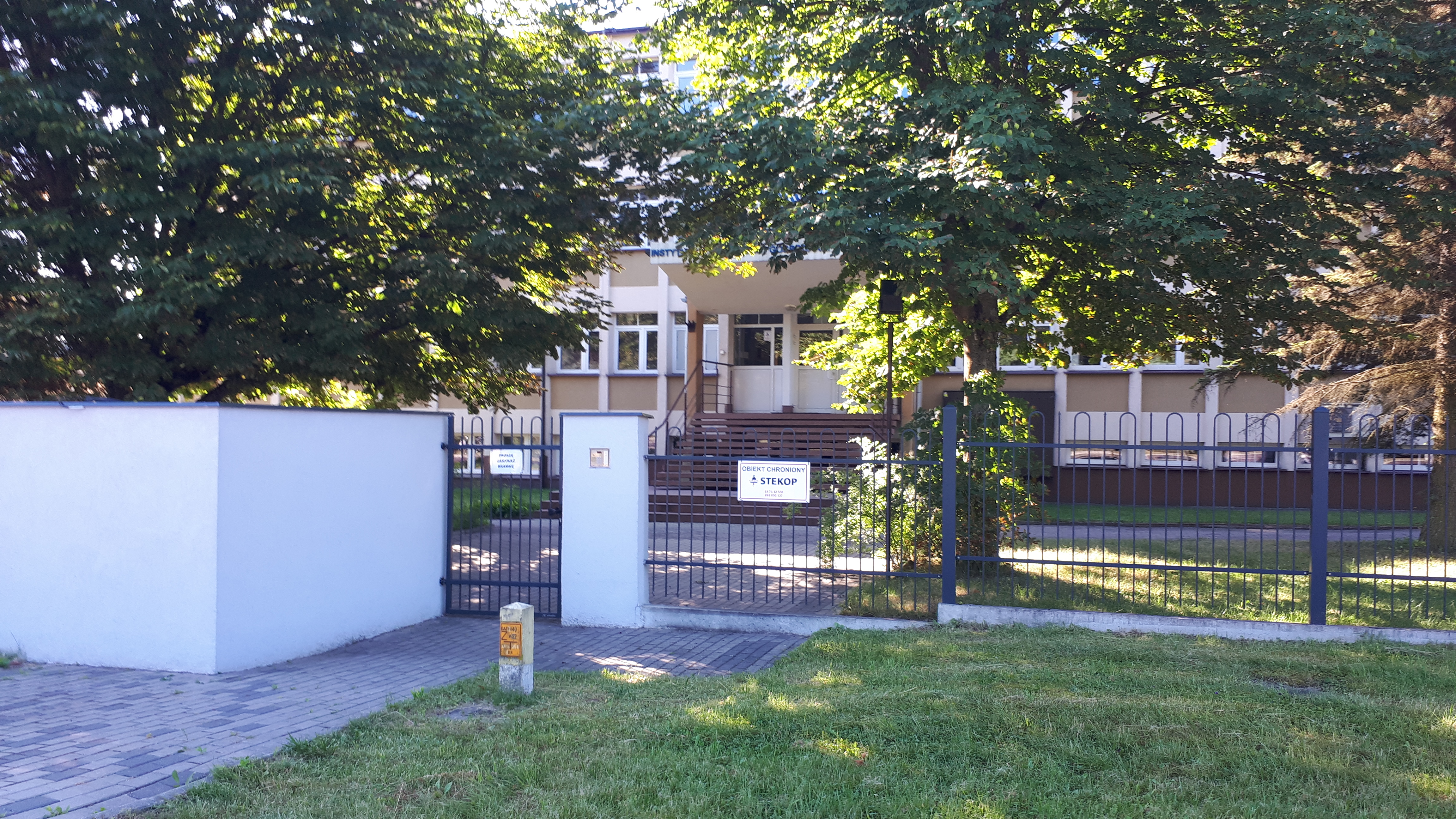
Instytut Meteorologii i Gospodarki Wodnej, Oddział w Białymstoku

### Prawo wodne
Polska dostosowała swoje prawo wodne do dyrektyw unijnych dotyczących dostępu do informacji publicznej. Ustawa z dnia 16 września 2011 o zmianie ustawy o dostępie do informacji publicznej oraz niektórych innych ustaw określa, że Instytut Meteorologii i Gospodarki Wodnej jest obowiązany udostępniać nieodpłatnie informacje o stanie atmosfery i hydrosfery, przetwarzane w wyniku realizacji standardowych procedur, organom władzy publicznej oraz właścicielom wód lub działającym w ich imieniu zarządcom, jak również uczelniom, instytutom naukowobadawczym dla potrzeb badań naukowych i dydaktycznych.

### Instytut Meteorologii i Gospodarki Wodnej – Państwowy Instytut Badawczy i dane klimatyczne
W czasie debaty klimatycznej spowodowanej Climategate w roku 2011
Polska była jedynym krajem w Europie, który nie udostępnił danych klimatycznych zebranych przez Climate Research Unit. W oficjalnym komunikacie z 28 listopada 2009 roku Uniwersytet Wschodniej Anglii ogłosił, że duża część danych zebranych przez Climatic Research Unit jest dostępnych publicznie, a pozostałe dane będą opublikowane w momencie gdy Narodowe Serwisy Meteorologiczne z różnych krajów wyrażą na to zgodę. Brytyjska służba meteorologiczna, która jest związana z brytyjskim Departamentem Obrony, przejmie odpowiedzialność za uzyskanie tych dokumentów. Procedura udostępniania danych, które są własnością służb meteorologicznych w innych krajach na świecie odbędzie się przez bezpośredni kontakt ze stałymi przedstawicielami tych krajów w Światowej Organizacji Meteorologicznej. W początku marca 2010 z ponad 150 krajów, z którymi skontaktowała się brytyjska służba meteorologiczna odpowiedziało 59. Z tych 59 krajów siedem nie zgodziło się na dystrybucję swoich danych klimatycznych, m.in. Polska, Kanada i Szwecja.

### Rezolucja 40 Światowej Organizacji Meteorologicznej
Instytut Meteorologii i Gospodarki Wodnej – Państwowy Instytut Badawczy opiera procedurę wymiany meteorologicznych i pokrewnych danych i produktów na rezolucji nr 40 Światowej Organizacji Meteorologicznej. Mimo że 26 października 1995 roku sekretarz generalny WMO G. O. P. Obasi wystosował otwarty list, w którym podkreślił, że Fundamentalną zasadą działalności Światowej Organizacji Meteorologicznej (WMO), i w zgodzie z coraz większymi wymaganiami stawianymi przed WMO w zakresie naukowej i technicznej działalności, podejmujemy działania w celu nieograniczonej międzynarodowej wymiany danych meteorologicznych i produktów opartych na tych danych to polityka wymiany danych meteorologicznych i hydrologicznych w Polsce i w krajach europejskich jest restrykcyjna, głównie ze względu na komercyjną wartość danych
W szczególności rezolucja nr 40 stwierdza, że narodowe służby meteorologiczne mogą określić listę Dodatkowych Danych i Produktów, do których wolny dostęp jest ograniczony. Inna sytuacja istnieje w Stanach Zjednoczonych, gdzie działalność i produkty instytucji opłacanych przez podatnika są (nieodpłatnie) dostępne publicznie. Z tych powodów dochodzi do paradoksalnych sytuacji. Np. większość komercyjnych lub prywatnych regionalnych prognoz numerycznych w Europie oparta jest na wynikach numerycznych z modeli amerykańskich. Podobnie dane meteorologiczne (np. z Polski) często jest prościej dostać z serwerów w USA. Amerykańska służba meteorologiczna i oceaniczna wie o tej sytuacji i podaje ostrzeżenie, że komercyjne użycie jakichkolwiek danych z grupy Dane i produkty dodatkowe dostępne przez Internet może być obwarowane ograniczeniami opisanymi w Rezolucji nr 40 Światowej Organizacji Meteorologicznej, którą podpisały też Stany Zjednoczone. Wobec tego, ktokolwiek ignoruje te ograniczenia może spowodować akcję narodowych służb meteorologicznych, które mogą ograniczyć dostęp do danych.
Większość naukowców zajmujących się badaniami środowiska popiera starania o bezpłatny swobodny dostęp i wymianę danych meteorologicznych, oceanograficznych i hydrologicznych, m.in. ze względu na światowy rozmiar problemu zmian klimatu, przewidywania ekstremalnych zjawisk pogodowych (np. tsunami czy cyklonów tropikalnych). W szczególności Amerykańskie Towarzystwo Meteorologiczne w 2002 poparło bezpłatny i wolny dostęp do danych o środowisku.

### Dostęp do danych radarowych 2013
W czerwcu 2013 Instytut Meteorologii i Gospodarki Wodnej – Państwowy Instytut Badawczy zablokował chwilowo dostęp do danych radarowych zbieranych na terenie Polski i wyświetlanych przez czeski, niekomercyjny serwis internetowy. Wywołało to reakcje w mediach.

### Darmowy dostęp do danych metrologicznych i hydrologicznych od 2017
Ze względu na ustawę o ponownym wykorzystywaniu informacji sektora publicznego z 25 lutego 2016 (zastąpioną ustawą z 11 sierpnia 2021 r. o otwartych danych i ponownym wykorzystywaniu informacji sektora publicznego) IMGW musi od 1 stycznia 2017 udostępniać obywatelom dane metrologiczne i hydrologiczne za darmo.

### Nowe produkty radarowe od lipca 2017
Od lipca Instytut Meteorologii i Gospodarki Wodnej – Państwowy Instytut Badawczy zgodnie z ustawą, która weszła w życie od 1 stycznia 2017 r. (zastąpioną ustawą z 2021 r.) udostępnia za darmo dane radarowe na podkładach mapowych OSM pod adresem http://pogodynka.pl/polska/radary. Nowymi produktami udostępnionymi są m.in.:
CAPPI – odbiciowość na wysokości 1km n.p.m.
SRI – natężenie opadu.
EHT – wysokość wierzchołków echa radarowego.
PAC – Suma opadu 1h.
ZHAIL – Prawdopodobieństwo wystąpienia gradu.
Oczywiście cały czas jest dostępny również produkt CMAX – odbiciowość maksymalna.

### Dostęp do innych danych radarowych
Istnieje również dostęp do innych produktów radarowych za darmo lub za niewielką opłatę zależnie od produktów. Wtedy należy wypełnić wniosek dostępny pod adresem https://danepubliczne.imgw.pl/ i wysłać go do Biura Obsługi Klienta IMGW.

## Infrastruktura Instytutu

### Sieć radarowa POLRAD
Radary w sieci POLRAD zakupiono z kredytu Banku Światowego dla Polski. Zostały one zainstalowane w latach 1995–2004, a od 2009 r. trwa stopniowa ich wymiana na radary nowszej generacji, o podwójnej polaryzacji wiązki radarowej. Swym zasięgiem obejmują cały kraj. Operatorem radarów jest Instytut Meteorologii i Gospodarki Wodnej, w ramach którego działa Ośrodek Teledetekcji Naziemnej, nadzorujący pracę operacyjną radarów meteorologicznych i innych systemów teledetekcyjnych, oraz prowadzący prace o charakterze badawczym. Według procedury standardowej, określonej w rozporządzeniu ministra środowiska, obowiązkiem Instytutu Meteorologii i Gospodarki Wodnej-Państwowego Instytutu Badawczego jest wykonywanie zdjęcia co godzinę Dane z sieci POLRAD, obrazowane w postaci map pola opadu, są z 10-minutowym opóźnieniem na witrynie internetowej IMGW. http://pogodynka.pl/polska/radary

### Stacje hydrologiczno-meteorologiczne
Instytut Meteorologii i Gospodarki Wodnej – Państwowy Instytut Badawczy posiada 63 stacje hydrologiczno-meteorologiczne (synoptyczne), na których wykonywane są pomiary i obserwacje meteorologiczne służące do prognozy pogody oraz do badań klimatu. Na stacjach synoptycznych IMGW pomiary są wykonywane głównie za pomocą aparatury automatycznej. W służbie pomiarowo-obserwacyjnej Instytutu Meteorologii i Gospodarki Wodnej – Państwowego Instytutu Badawczego są eksploatowane automatyczne stacje synoptyczne typu MAWS oraz MILOS.
Instytut Meteorologii i Gospodarki Wodnej – Państwowy Instytut Badawczy operuje około 795 posterunków wodowskazowych i 978 posterunków opadowych.

### Dane satelitarne
W oddziale Instytutu Meteorologii i Gospodarki Wodnej – Państwowego Instytutu Badawczego w Krakowie działa ośrodek satelitarny współpracujący. Polska jest członkiem EUMETSAT.

## Współpraca z ośrodkami meteorologicznymi
Polska nie należy do European Center for Medium-Range Weather Forecasting (Europejskie Centrum Średnioterminowych Prognoz Pogody).